# أوفه أندرسون
أوفه أندرسون (بالسويدية: Ove Andersson) مواليد 03 يناير 1938 في أوبسالا - الوفاة 11 يونيو 2008 في جنوب أفريقيا، كان سائق راليات سويدي بدأ مسيرته في سنة 1973. كان أول رالي له هو رالي مونت كارلو 1973. تسابق في بطولة العالم للراليات. فاز بـ سباق رالي واحد. صعد على المنصة 7 مرات خلال مسيرته.

## أوائل حياته
ولد أندرسون في مدينة أوبسالا وترعرع في مزرعة نائية. وأشترى والده في يوم من الأيام دراجة نارية من طراز 98cc، وقال أندرسون أنه من هنا بدأ يحب الآلات والسرعة. وشرع بدراسة الهندسة في أوبسالا، كما بدأ بتنظيم سباقات الجليد. وما لبث أن ترك دراسة الهندسية وبدأ يعمل كمتدرب عند حداد في المدينة. وثم ذهب للعمل في ورشة لإصلاح السيارات، وقام مالك الورشة بتشجيع أندرسون على المشاركة في السباقات بعد أن تجلت له مهارات الشاب في قيادة الدراجات النارية.
أنهى أندرسون الخدمة العسكرية الإجبارية في قوة حفظ السلام التابعة للأمم المتحدة بقطاع غزة عام 1958. استطاع النجاة من حمى التيفوئيد ومن حريق خلال فترة خدمته. وحاول العودة للعمل في الأمم المتحدة لدى عودته إلى السويد، ولكن دون نجاح يذكر. شجعه أحد أصدقائه على الانضمام إليه في سباق، وحل الاثنان في المركز السادس. رأى سائقو السباقات المحلية إمكانياته، ولكنه لم يستطع على تحمل التكاليف المالية للسباق لامتلاكه القليل من المال. أصبح صديقه بينغت سوديرشتروم سائق سباقات لسيارات ساب، واستطاع أندرسون استعارة أجزاء ليجعل سيارته أكثر تنافسية. وعرضت عليه الأمم المتحدة في نهاية المطاف فرصة للانضمام لقوات حفظ السلام في الكونغو على أثر أزمة الكونغو، ولكنه رفض العرض لكي يركز أكثر على سيرته المهنية كمتسابق.

## سيرته الرياضية

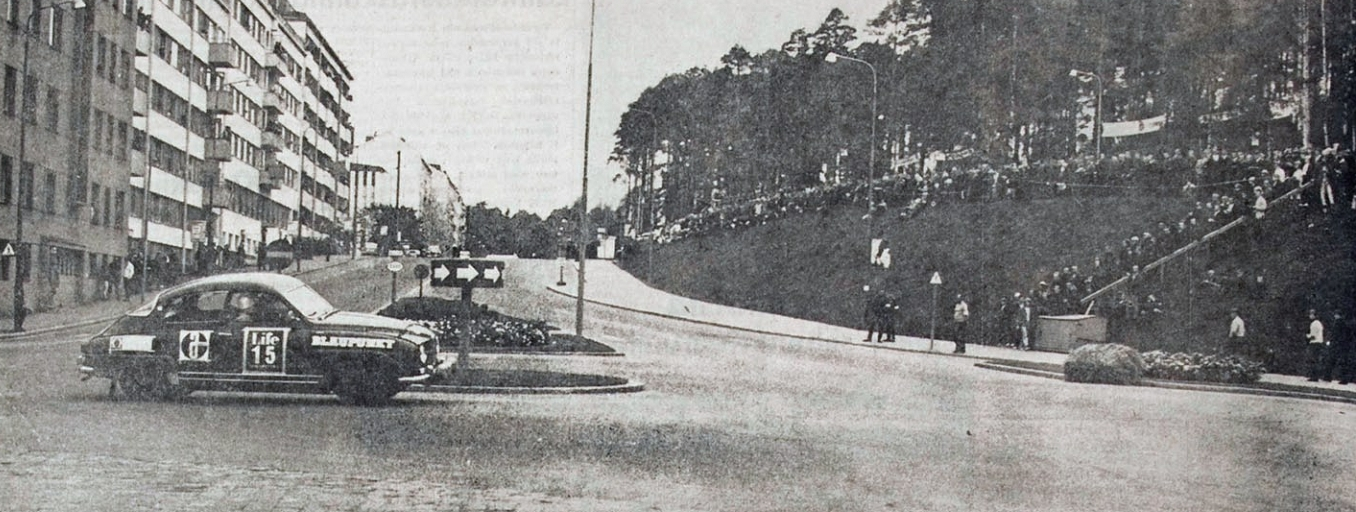
أندرسون وهو يتسابق في رالي 1000 بحيرة سنة 1965 بمدينة يوفاسكولا.

سابق أندرسون لأول مرة كسائق مدعوم من أحد مصنعي السيارات في رالي السويد عام 1963، مستخدماً سيارة من نوع ميني. وأبدى رئيس الفريق ستيوارت تورنر إعجابه بأداء أندرسون، حين أعطاه سيارة من طراز ميني كوبر إس ليقودها في رالي ويلز جي بي. ثم تسابق مستعملاً سيارة من طراز ساب في عام 1964 وعام 1965، ولكنه شعر بأنه نُحي جانباَ بالمقارنة مع إريك كارلسون الذي رأى أندرسون أنه أُعطِي آلات أفضل من شركة تسابق في الجولات الثلاث الأولى من البطولة مع لانشيا عام 1965، وحل في المركز الثالث في كلٍ منها. كما تسابق أيضاً في بطولة الرالي السويدي، وفاز في الرالي السويدي العالمي وهو يقود سيارة لوتس كورتينا. وفاز في رالي مونتي كارلو وهو يقود لانشيا عام 1967.
تنافس أندرسون في سباق دايتونا 24 ساعة وهو يقود لانشيا وفي رالي مونتي كارلو، وذلك رغم توقيعه لعقد مع فورد لموسم سنة 1968. تعقدت معه شركة ألبين في نهاية موسم سنة 1970، وبدأ يتسابق لصالحها عام 1971. فاز أندرسون برالي مونتي كارلو ورالي سانريمو ورالي النمسا الألبي ورالي أكروبوليس وهو يقود سيارة من طراز ألبين أيه 110، وليفوز بلقب البطولة العالمية للمصنعين (IMC) لصالح شركة ألبين. حل في المركز الثاني في رالي مونتي كارلو مع سائقه الشريك جان تود عام 1972. وقاد أندرسون بصورة رئيسية سيارة من طراز تويوتا سيليكا بعد افتتاح أول دورة من بطولة العالم للراليات 1973، وحقق سبعة مراكز في المراتب الأولى ضمن 28 ظهور له في هذه السلسلة، وفاز في رالي سفاري عام 1975 وهو يقود سيارة من طراز بيجو 504 التي شاركه في قيادتها آرني هيرتز.

## فرق مثلها
- تويوتا

## وفاته
توفي أندرسون يوم 11 يونيو عام 2008 جراء حادث تحطم في رالي للسيارات القديمة بالقرب من مدينة جورج في جنوب أفريقيا.

## وصلات خارجية
- أوفه أندرسون على موقع eWRC-results.com (الإنجليزية)
- ملف أوفه أندرسون الشخصي